# Такэнобу Ёситаро
Такэнобу Ёситаро (1863—1930) — филолог-англист, живший во времена двух эпох: эпоха Мэйдзи и эпоха Сёва.

## Биография
Такэнобу Ёситаро родился в 1863 году в деревне Аоя (префектура Тоттори). В 1876 году поступил в среднюю школу Айти (ставшую после школой английского языка в Нагоя), в 1880 году перешёл в сельскохозяйственную школу в Саппоро, которую окончил в 1884 году вместе с Хаякава Тэцудзи и Дзумото Мотосада (1863—1943; журналист, член Палаты представителей), после чего сразу же отправился в среднюю школу в Ииде (префектура Нагано). В 1887 году в Иокогама был сотрудником фирмы «Japan Mail», а в 1897 году переехал в Токио, где вместе с Дзумото Мотосада основал газету «Japan Times».
В следующем году вместе с Кацумата Сэнкитиро начал публиковать журнал «Английский юноша» (яп. ja:英語青年 эиго сэйнэн), с тех пор он вёл в этом журнале колонку о том, как переводить японский текст на английский язык до 1929 года.
В 1904 году стал внештатным сотрудником министерства железнодорожного транспорта, руководил отделом европейской литературы, на протяжении 26 лет был советником касаемо английского языка в области железных дорог.
В 1905 году Такэнобу перестал сотрудничать с «Japan Times», одной из ведущих англоязычных газет того времени, в том же году стал преподавать в Университете Васэда и до 1930 года в течение 25 лет отвечал за английскую литературу.
В том же году он учредил книгу «Japan Year Book» и приложил огромные усилия для того, чтобы рассказать о Японии за рубежом. В 1907 году стал главным редактором журнала «Английский мир» (яп.『英語世界』эиго сэкаи) (издательство Хакубункан), до 1913 года преподавал в той же школе.
В 1918 году внёс огромный вклад в изучение английского языка в Японии, завершив работу над «Японско-английским словарем Такэнобу», а в 1924 году был издан «Карманный японско-английский словарь Такэнобу». Кроме того он составил «Classical Tales of Old Japan» (1898 год), «История искусств Японский Империи» (яп.『日本帝国美術史』нихон тэйкоку бидзицуси), что переводится на английский как «History of Japanese Arts» (1913 год), а также учебники для средней школы по тому как писать сочинения, по грамматике и хрестоматии.
За несколько лет до смерти он корректировал и дополнял знаменитый «Большой японско-английский словарь», в 1929 году весной он оставил эту работу из-за болезни и скончался в возрасте 68 лет 26 апреля 1930 года, так и не застав выхода этого словаря.